# Kenneth Bruffee
Kenneth A. Bruffee (* 1. September 1934; † 20. Januar 2019) war ein amerikanischer Anglist und Professor des Brooklyn College. Bruffee kümmerte sich insbesondere um didaktische Fragen der Schreibfertigkeit und des kollaborativen Lernens. Maßgeblich auf ihn geht die Entwicklung von Writing Centern in den 1980ern und 1990ern und die Einführung von organisiertem Peer Tutoring an amerikanischen Universitäten zurück, in denen zu Peer Tutoren ausgebildete Studenten ihre Kommilitonen durch Gespräche beim wissenschaftlichen Schreiben unterstützen.
Bruffee studierte an der Wesleyan University und wurde 1966 an der Northwestern University in Anglistik promoviert. Sein erstes Buch über Peer Tutoring - A Short Course in Writing - erschien 1972 und 1976 war er erster Vorsitzender der neu eingerichteten Abteilung für das Lehren des Schreibens an der Modern Language Association. 1977 gründete er dann den nationalen Rat der Writing-Center-Verwalter mit und wurde zwei Jahre später Gründungsredakteur von dessen Zeitschrift. 1979 schließlich gründete er am Brooklyn College das Institut zur Ausbildung von Peer Tutors und leitete das FIPSE-geförderte Institut von 1979 bis 1982. In den Jahrzehnten danach war er häufiger Keynote-Speaker auf Veranstaltungen zur Schreibausbildung und erhielt diverse Fellowships.

## Theorie des kollaborativen Lernens
Obwohl die Idee der Schreibgruppen und des gemeinsamen Lernens Jahrhunderte zurückgehen, spielten sie in der Universitätslandschaft des 20. Jahrhunderts nur eine marginale Rolle. Der Aufschwung, den Theorien des kollaborativen Lernens in den 1980ern nahmen, geht maßgeblich auf den theoretischen Einfluss Bruffees zurück. Bruffee beschäftigte sich dabei als einer der ersten mit der Theorie und den Grundprinzipien kollaborativen Lernens. Er zeigte sich dabei als Verfechter eines sozialen Konstruktivismus. Aufbauend auf Gedanken unter anderem von Thomas S. Kuhn, Richard Rorty und Clifford Geertz entwickelte er die Idee des Unterrichtens als sozialer Transaktion, bei der Gleichgestellte in der Produktion des akademischen Diskurses zusammenarbeiten. Wissen wird sozial generiert und geht ausschließlich auf den Dialog zurück. Das, was das Wissen in einem Feld bestimmt, ist keine Ansammlung von Fakten, sondern das Ergebnis einer Kollaboration in einer Gruppe, die Ideen tauscht, testet, verwirft, vererbt und weiterentwickelt. Bestimmende Technik in dieser Diskussion ist dabei das Schreiben, denn dies sei die Technik, die Wissenschaftler und Akademiker benutzten, um sich auszutauschen. Sein bestimmender Aufsatz in diesem Zusammenhang ist Collaborative Learning and the `Conversation of Mankind’

## Praktische Arbeit an Writing Centern
Writing Center entwickelten sich in den 1970er-Jahren an amerikanischen Universitäten als Reaktion auf die Entwicklung der Massenuniversität. Eine deutlich größere Studentengruppe als vorher mit heterogeneren Lern-, Lese- und Schreibfähigkeiten strömte in die Universitäten. Zunächst als Ergänzung des sonstigen Unterrichts gründeten die Unis Writing Center, an denen Grundlagen des wissenschaftlichen Schreibens vermittelt wurden. Anfangs funktionierten diese wie sonstige Unterrichtseinheiten auch, der Unterricht wurde von Dozenten und Tutoren abgehalten. Die Ergebnisse dieser Center entsprachen oft nicht den Erwartungen. Diverse Forscher, unter ihnen Bruffee, kamen zu dem Schluss, dass es an ihrer Ähnlichkeit mit dem bestehenden College-Unterricht zusammenhing. Aus der Auswertung von Daten von Medizinstudenten, kam er zu dem Schluss, dass Studenten, die als Gruppe lernten schneller und effektiver zum Ziel kamen, als jene, die einzeln mit einem Lehrer zusammenarbeiteten. Bruffee setzte sich dafür ein, das Monitor-Modell bei dem ein Wissender Lehrer einem Unwissenden Studenten gegenübersteht durch ein kollaboratives Modell zu entwickeln, bei dem der Student als vollwertiger Partner am Diskurs teilnimmt, und so lernt kollaborativ schriftlich Wissen zu entwickeln.
Besonders in seinen früheren Texten aus den 1970ern begriff Bruffee das kollaborative Lernen als Teil einer größeren Bewegung weg von traditionellen Autoritäten und dem Hierarchischen Lernen in Wettbewerbssituationen hin zu Partizipation und Demokratie, nichthierarchischer Organisation und antiautoritärem Lernen. In der Stellung um die Writing Center in der Universitätslandschaft bilden Bruffees Texte die Grundlagen für den Standpunkt, der Writing Center als gleichberechtigt zu anderen Instituten ansah, und gleichzeitig erfolgreich die akademischen Gepflogenheiten herausforderte.

## Werke
- Elegiac Romance: Cultural Change and Loss of the Hero in Modern Fiction (Ithaca: Cornell U P, 1983).
- A Short Course in Writing, 4th edition (New York: Addison-Wesley Longman, 1992).
- Collaborative Learning: Higher Education, Interdependence and the Authority of Knowledge, 2nd edition (Baltimore: Johns Hopkins U P, 1990).